# Systoechus montuosus
Systoechus montuosus är en tvåvingeart som beskrevs av David John Greathead 1967.
Systoechus montuosus ingår i släktet Systoechus och familjen svävflugor. Inga underarter finns listade i Catalogue of Life.